# Alicja Kledzik
Alicja Kledzik (ur. 7 listopada 1955 w Poznaniu) – profesor zwyczajny sztuk muzycznych, pianistka.

## Życiorys
Ukończyła z wyróżnieniem Akademię Muzyczną im. I.J. Paderewskiego w klasie prof. Waldemara Andrzejewskiego. Tytuł profesora uzyskała w grudniu 2002. Po ukończeniu studiów, rozwijała swoje umiejętności pod kierunkiem prof. Jerzego Sulikowskiego, prof. Dubrawki Tomsic i prof. Wiktora Mierżanowa w Konserwatorium im. Piotra Czajkowskiego w Moskwie. Od 1980 prowadzi klasę fortepianu. W latach 2005–2016 pełniła funkcję kierownika Katedry Fortepianu, Klawesynu i Organów. Obecnie pracuje w Katedrze Fortepianu.
Koncertowała w wielu miastach Polski, a także w Niemczech, Francji, Austrii, Szwecji – gdzie dokonała prawykonania ponad 40 utworów współczesnych kompozytorów, oraz na Węgrzech. Nagrywała dla Polskiego Radia i Telewizji.
Jej pasją jest pedagogika, której poświęca się od początku swojej zawodowej kariery. Jej wychowankowie – zarówno studenci poznańskiej Akademii jak i uczniowie Poznańskiej Szkoły Talentów – gdzie również prowadzi klasę fortepianu – zdobyli na Ogólnopolskich i Międzynarodowych Konkursach Pianistycznych ponad 70 nagród.
Zasiada w jury wielu konkursów pianistycznych o randze krajowej i międzynarodowej, jest organizatorem współpracy koncertowej między uczelniami muzycznymi w Polsce a także wymiany pedagogicznej i koncertowej poznańskiej Akademii Muzycznej z innymi uczelniami muzycznymi w Europie.
W 2010 została odznaczona Srebrnym Medalem „Zasłużony Kulturze Gloria Artis”.